# 모산초등학교 (충남)
모산초등학교는 대한민국 충청남도 아산시에 있는 공립 초등학교이다.

## 학교 연혁
- 2006년 4월 27일: 모산초등학교 인가 (16학급)
- 2006년 5월 3일: 모산초등학교 착공
- 2007년 8월 7일: 모산초등학교 준공
- 2007년 9월 1일: 모산초등학교(배방초등학교 분리)개교 (16학급)
- 2007년 9월 14일: 2학급 (1,2학년 각 1학급) 증설 (총18학급)
- 2008년 2월 15일: 제1회 졸업생 배출 (38명)
- 2008년 3월 1일: 초등 25학급 / 유치원 2학급
- 2009년 2월 17일: 제2회 졸업생 배출 (70명)
- 2009년 3월 1일: 초등 26학급 / 유치원 2학급
- 2009년 3월 1일: 충청남도교육청지정 교원능력개발평가 시범학교(1년)
- 2010년 2월 11일: 제3회 졸업(118명)
- 2010년 3월 1일: 초등 28학급 / 유치원 2학급
- 2010년 3월 1일: 충청남도교육청지정 수업공개활성화 연구학교(1년)
- 2011년 2월 16일: 제4회 졸업(122명)
- 2011년 3월 1일: 초 32학급, 특수학급1학급, 유치원 2학급 편성
- 2011년 3월 1일: 충청남도교육청지정 2009 개정교육과정 선도학교
- 2012년 2월 14일: 제5회 졸업(116명)
- 2012년 3월 1일: 초33학급, 특수학급1학급, 유치원2학급 편성
- 2012년 3월 1일: 충청남도아산교육지원청 지정 독서교육 연구학교(1년)
- 2013년 2월 13일: 제6회 졸업 148명
- 2013년 3월 1일:6학급 초 36학급, 특수학급 1학급 편성
- 2014년 2월 14일: 제7회 졸업 123명
- 2014년 3월 1일: 초 37학급, 특수학급 1학급 편성
- 2015년 2월 13일: 제6회 졸업 148명
- 2015년 3월 1일: 초 41학급, 특수학급 1학급 편성
- 2017년 2월 10일: 제 10회 졸업 173명
- 2017년 3월 1일: 초 43학급 , 특수학급 1학급 편성
- 2018년 2월 5일: 제 11회 졸업 145명
- 2018년 3월 1일: 초 47학급 , 특수학급 1학급 편성

## 참고 자료
- 모산초등학교 - 한국교육학술정보원 학교알리미